# Stazione di Pistoia Ovest
La stazione di Pistoia Ovest è una fermata ferroviaria posta sulla ferrovia Porrettana. È il secondo scalo ferroviario della città di Pistoia.
Il piazzale ferroviario dispone del solo binario di corsa della linea Porrettana.
La fermata è stata concepita per un uso futuro all'interno dell'Area metropolitana Firenze - Prato - Pistoia, che da Pistoia Ovest, dovrebbe collegare Pistoia, Prato, Firenze Statuto, con il Valdarno.
Finché non diventerà operativa la stazione ad alta velocità di Firenze Belfiore, che dovrebbe interagire con tale progetto, a Pistoia Ovest continueranno a fermarsi solo alcuni treni regionali da e per Porretta Terme.
La linea ferroviaria passa dalla storica Stazione di Valdibrana, ormai in disuso ma nei prossimi anni potrebbe tornare operativa.

## Servizi
La stazione dispone di:
- Parcheggio di scambio

## Movimento
Il numero di passeggeri che ogni giorno fruisce della stazione è pari a circa 20 unità al giorno (2022).